# Roderick Scott
Roderick Scott (Londra, 27 dicembre 1965) è un ex calciatore inglese naturalizzato canadese, di ruolo centrocampista.

## Carriera

### Nazionale
Con la Nazionale canadese ha raccolto 5 presenze e una convocazione per la Gold Cup, tutto nel 1993.